# Chirashi-zushi
Chirashi-zushi (jap. 散らし鮨, 散らし寿司, ちらし寿司, 散らしずし) − rozproszone, posypane, rozdzielone sushi.

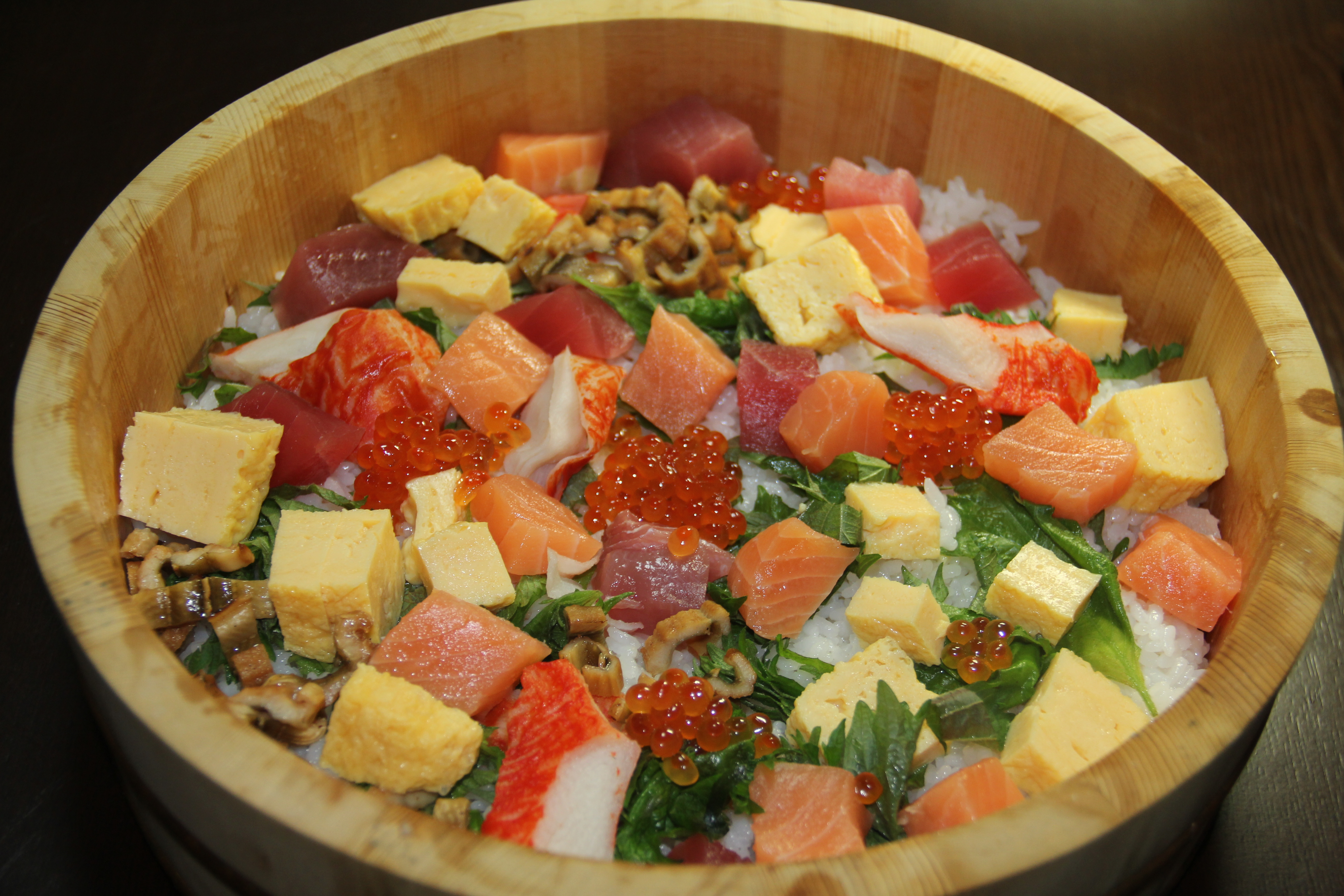
Chirashi-zushi

Rodzaj japońskiej potrawy sushi, podawanej w miseczce lub drewnianym pudełku wypełnionym ryżem (zwilżonym octem) i ułożonymi, rozrzuconymi na nim różnorodnymi składnikami: owocami morza, grzybami shiitake, krewetkami, warzywami czy tofu.
Chirashi-zushi można podzielić na dwa główne rodzaje:
1. różne składniki ułożone na ryżu. Do grupy tej należą np. bara-zushi (rozsypane sushi, prefektura Okayama), sake-zushi (ryż zwilżony sake i wymieszany z warzywami i owocami morza, prefektura Kagoshima;
2. ryż wymieszany z takimi składnikami, jak: cienkie paski surowej ryby, kawałki pieczonego węgorza, korzeni lotosu, grzybów, cienkiego omletu, czy warzyw. Ten rodzaj również jest nazywany bara-zushi lub bara-chirashi.

W niektórych regionach można spotkać lokalnie ulubione dodatki, w tym także owoce.